# Joe och vulkanen
Joe och vulkanen (Joe Versus the Volcano) är en amerikansk film från 1990.

## Handling
Joe får veta att han endast har sex månader kvar att leva. Han får ett erbjudande från en miljonär om att få leva som en kung i 20 dagar om han sedan hoppar ner i en vulkan.

## Rollista (urval)
- Tom Hanks - Joe Banks
- Meg Ryan - DeDe / Angelica Graynamore / Patricia Graynamore
- Lloyd Bridges - Samuel Harvey Graynamore
- Robert Stack - Dr. Ellison
- Amanda Plummer - Dagmar
- Carol Kane - Cassandra (hårfrisörska)
- Abe Vigoda - Chief of the Waponis
- Dan Hedaya - Frank Waturi
- Ossie Davis - Marshall